# Segretariato generale della Presidenza della Repubblica Italiana
Il Segretariato Generale della Presidenza della Repubblica Italiana è la struttura burocratica della Presidenza della Repubblica Italiana incaricata di coordinare e supportare le funzioni del Presidente.
Istituito con legge nel 1948, è storicamente erede della Real Casa, che nel periodo monarchico svolgeva funzioni analoghe per il sovrano.

## Normativa
- Costituzione della Repubblica Italiana, 1 gennaio 1948;
- Legge 9 agosto 1948, n. 1077;
- D.P.R. 21 aprile 1949, n. 412;
- D.P.R. 4 gennaio 1986, n. 22;
- Legge 13 novembre 1997, n. 395;
- D.P.R. 30 dicembre 2008, n. 34;
- D.P.R. 1 ottobre 2010, n. 62;
- D.P.R. 31 dicembre 2007, n. 18;
- D.P.R. 18 aprile 2013 n. 107;
- D.P.R. 22 dicembre 2016, n. 36;
- D.P.R. 17 gennaio 2020, n. 69;
- D.P.R. 12 novembre 2020, n. 250;
- D.P.R. 14 aprile 2021, n. 79;

## Organizzazione

### Uffici
- Segreteria del Presidente
- Affari giuridici e relazioni costituzionali
- Affari diplomatici
- Affari militari
- Affari interni e rapporti autonomie
- Amministrazione della Giustizia
- Stampa e comunicazione
- Affari finanziari

### Servizi
- Gabinetto del Segretariato
- Cerimoniale
- Personale
- Studi, documentazione e biblioteca
- Adesioni presidenziali
- Società civile e coesione sociale
- Amministrazione
- Patrimonio immobiliare
- Gestione amministrativa
- Intendenza
- Beni artistici e aperture al pubblico
- Tenuta presidenziale di Castelporziano
- Bilancio, ragioneria e tesoreria
- Sistemi informatici
- Controllo amministrativo

### Altro
- Segreteria particolare del Presidente della Repubblica
- Segreteria particolare del Segretario Generale
- Archivio Storico
- Organo centrale di sicurezza
- Personale ecclesiastico, abolito con DPR 4 gennaio 1986, n. 22

## Patrimonio

### Residenze ufficiali
Formalmente la residenza ufficiale del presidente della Repubblica Italiana è il Palazzo del Quirinale, tuttavia non tutti i presidenti scelsero di abitare in questo luogo, usandolo più che altro come ufficio. Infatti Giovanni Gronchi fu il primo presidente che nel 1955 non si trasferì stabilmente con la famiglia nel Palazzo del Quirinale, come fece anche Sandro Pertini nel 1978. La tradizione di abitare al Quirinale è stata ripresa dal presidente Oscar Luigi Scalfaro a metà del suo mandato ed è poi proseguita con i suoi successori.
Il presidente della Repubblica ha a disposizione anche la tenuta presidenziale di Castelporziano, anche se raramente viene utilizzata. Questa tenuta era la riserva di caccia della famiglia reale dei Savoia ed è stata incorporata nel patrimonio della Repubblica dopo la caduta della monarchia.
Una terza residenza del presidente è Villa Rosebery, situata a Napoli e utilizzata in occasione delle visite in quella città, ma principalmente come residenza estiva.
| Presidente            | Presidente       | Località          | Residenza                              | Residenza                           | Proprietà    | Proprietà   |
| Immagine              | Dati             | Località          | Residenza                              | Residenza                           | Acquisizione | Dismissione |
| --------------------- | ---------------- | ----------------- | -------------------------------------- | ----------------------------------- | ------------ | ----------- |
|                       | Luigi Einaudi    | Roma              |                                        | Palazzo del Quirinale               | 1948         | In uso      |
| Roma, Castel Porziano | Luigi Einaudi    |                   | Tenuta presidenziale di Castelporziano | 1948                                | In uso       |             |
| Caprarola             | Luigi Einaudi    |                   | Palazzina del Piacere                  | 1948                                | 1955         |             |
|                       | Giovanni Gronchi | Pisa, San Rossore |                                        | Tenuta presidenziale di San Rossore | 1956         | 1999        |
| Napoli, Posillipo     | Giovanni Gronchi |                   | Villa Rosebery                         | 1957                                | In uso       |             |

### Finanze e bilancio
Il valore aggregato degli stanziamenti per la presidenza della Repubblica è contabilizzato in un'apposita voce di costo nel bilancio dello Stato. A differenza di organi paragonabili di altri stati, gli stanziamenti per la presidenza della Repubblica italiana includono le pensioni del personale in quiescenza. Al netto dei trattamenti pensionistici (oltre 90 milioni), gli stanziamenti sono in linea con quelli di altri paesi europei. Inoltre, la presidenza della Repubblica italiana mantiene un patrimonio artistico di eccezionale valore, peraltro reso fruibile al pubblico.
Di seguito, si riporta il totale degli stanziamenti per la presidenza della Repubblica, in milioni di euro:
- 140 nel 2001
- 167 nel 2002
- 183 nel 2003
- 195 nel 2004
- 210 nel 2005
- 217 nel 2006
- 224 nel 2007
- 228 nel 2008
- 231 nel 2009
- 228 nel 2010
- 228 nel 2011[3]
- 228 nel 2012[4]
- 228 nel 2013[5]
- 228 nel 2014[6]
- 224 nel 2015[7]
- 224 nel 2016[8]
- 224 nel 2017[9]
- 224 nel 2018[10]
- 224 nel 2019[11]
- 224 nel 2020[11]
- 224 nel 2021[11]
- 224 nel 2022[11]
- 224 nel 2023[11]

### Ex beni in gestione
| Provincia | Bene immobile | Bene immobile                                | Periodo di gestione | Periodo di gestione | Periodo di gestione |
| Provincia | Bene immobile | Bene immobile                                | Acquisizione        | Dismissione         |                     |
| --------- | ------------- | -------------------------------------------- | ------------------- | ------------------- | ------------------- |
| Roma      |               | Chiesa del Santissimo Sudario dei Piemontesi | 1948                | 1984                |                     |

## Segretari Generali della Presidenza della Repubblica

### Segretari generali della presidenza della Repubblica
| N°  | Fotografia       | Segretario generale | Insediamento     | Fine mandato         | Presidente della Repubblica |
| --- | ---------------- | ------------------- | ---------------- | -------------------- | --------------------------- |
| 1   |                  | Ferdinando Carbone  | 12 maggio 1948   | 31 marzo 1954        | Luigi Einaudi               |
| 2   |                  | Nicola Picella      | 1º aprile 1954   | 11 maggio 1955       | Luigi Einaudi               |
| 3   |                  | Oscar Moccia        | 12 maggio 1955   | 11 maggio 1962       | Giovanni Gronchi            |
| 4   |                  | Paolo Strano        | 11 maggio 1962   | 6 dicembre 1964      | Antonio Segni               |
| 4   | 6 dicembre 1964  | Paolo Strano        | 13 gennaio 1965  | Giuseppe Saragat     |                             |
| (2) |                  | Nicola Picella      | 13 gennaio 1965  | Giuseppe Saragat     | 29 dicembre 1971            |
| (2) | 29 dicembre 1971 | Nicola Picella      | 19 luglio 1976   | Giovanni Leone       |                             |
| 5   |                  | Franco Bezzi        | 19 luglio 1976   | Giovanni Leone       | 15 luglio 1978              |
| 6   |                  | Antonio Maccanico   | 15 luglio 1978   | 29 giugno 1985       | Sandro Pertini              |
| 6   | 3 luglio 1985    | Antonio Maccanico   | 2 marzo 1987     | Francesco Cossiga    |                             |
| 7   |                  | Sergio Berlinguer   | 2 marzo 1987     | Francesco Cossiga    | 28 maggio 1992              |
| 8   |                  | Gaetano Gifuni      | 28 maggio 1992   | 15 maggio 1999       | Oscar Luigi Scalfaro        |
| 8   | 18 maggio 1999   | Gaetano Gifuni      | 11 maggio 2006   | Carlo Azeglio Ciampi |                             |
| 9   |                  | Donato Marra        | 11 maggio 2006   | 22 aprile 2013       | Giorgio Napolitano          |
| 9   | 22 aprile 2013   | Donato Marra        | 16 febbraio 2015 |                      | Giorgio Napolitano          |
| 10  |                  | Ugo Zampetti        | 16 febbraio 2015 | 3 febbraio 2022      | Sergio Mattarella           |
| 10  | 3 febbraio 2022  | Ugo Zampetti        | in carica        |                      | Sergio Mattarella           |